# Maria Edvige d'Assia-Darmstadt
Maria Edvige d'Assia-Darmstadt (Gießen, 26 novembre 1647 – Ichtershausen, 19 aprile 1680) fu una nobile dell'Assia-Darmstadt e duchessa di Sassonia-Meiningen.

## Biografia
Era figlia di Giorgio II d'Assia-Darmstadt, langravio dal 1626 al 1661, e di Sofia Eleonora di Sassonia.
Venne data in sposa a Bernardo, figlio del duca Ernesto I di Sassonia-Coburgo-Altenburg; il matrimonio ebbe luogo a Gotha il 20 novembre 1671.
In seguito alla morte di suo suocero e alla spartizione del ducato tra i figli, Maria Edvige divenne nel 1680 duchessa di Sassonia-Meiningen, titolo che mantenne poco tempo in quanto morì quello stesso anno a Ichtershausen il 19 aprile 1680, a causa delle conseguenze dell'ultimo parto. Venne sepolta a Meiningen. Suo marito si risposò il 25 gennaio 1681 a Schningen con Elisabetta Eleonora di Brunswick-Wolfenbüttel.

## Discendenza
In nove anni di matrimonio diede alla luce sette figli:
- Ernesto Ludovico (Gotha, 7 ottobre 1672-Meiningen, 24 novembre 1724), che sposò Dorotea Maria di Sassonia-Gotha-Altenburg e poi Elisabetta Sofia di Brandeburgo;
- Bernardo (Gotha, 28 ottobre 1673-Bruxelles, 26 ottobre 1694);
- Giovanni Ernesto (Gotha, 29 dicembre 1674-Gotha, 8 febbraio 1675);
- Maria Elisabetta (Ichtershausen, 11 agosto 1676-Ichtershausen, 22 dicembre 1676);
- Giovanni Giorgio (Ichtershausen, 3 ottobre 1677-Ichtershausen, 10 ottobre 1678);
- Federico Guglielmo (Ichtershausen, 16 febbraio 1679-Meiningen, 10 marzo 1746);
- Giorgio Ernesto (Ichtershausen, 26 marzo 1680-Meiningen, 1º gennaio 1699).

Il suo primogenito Enrnesto Luigi sarebbe succeduto al padre nel 1706 come duca di Sassonia-Meiningen.

## Ascendenza
|                                   |                         |                                     | Genitori                         |  |  | Nonni |  |  | Bisnonni                    |  |  | Trisnonni         |  |
|                                   |                         |                                     |                                  |  |  |       |  |  | Giorgio I d'Assia-Darmstadt |  |  | Filippo I d'Assia |  |
|                                   |                         |                                     |                                  |  |  |       |  |  | Giorgio I d'Assia-Darmstadt |  |  | Filippo I d'Assia |  |
|                                   |                         | Cristina di Sassonia                |                                  |  |  |       |  |  | Giorgio I d'Assia-Darmstadt |  |  |                   |  |
| Luigi V d'Assia-Darmstadt         |                         |                                     |                                  |  |  |       |  |  | Giorgio I d'Assia-Darmstadt |  |  |                   |  |
|                                   |                         | Maddalena di Lippe                  | Bernardo VIII di Lippe           |  |  |       |  |  |                             |  |  |                   |  |
|                                   |                         | Maddalena di Lippe                  | Bernardo VIII di Lippe           |  |  |       |  |  |                             |  |  |                   |  |
|                                   |                         | Maddalena di Lippe                  | Caterina di Waldeck-Eisenberg    |  |  |       |  |  |                             |  |  |                   |  |
| Giorgio II d'Assia-Darmstadt      |                         | Maddalena di Lippe                  |                                  |  |  |       |  |  |                             |  |  |                   |  |
|                                   |                         | Giovanni Giorgio di Brandeburgo     | Gioacchino II di Brandeburgo     |  |  |       |  |  |                             |  |  |                   |  |
|                                   |                         | Giovanni Giorgio di Brandeburgo     | Gioacchino II di Brandeburgo     |  |  |       |  |  |                             |  |  |                   |  |
|                                   |                         | Giovanni Giorgio di Brandeburgo     | Maddalena di Sassonia            |  |  |       |  |  |                             |  |  |                   |  |
| Maddalena di Brandeburgo          |                         | Giovanni Giorgio di Brandeburgo     |                                  |  |  |       |  |  |                             |  |  |                   |  |
|                                   |                         | Elisabetta di Anhalt-Zerbst         | Gioacchino Ernesto di Anhalt     |  |  |       |  |  |                             |  |  |                   |  |
|                                   |                         | Elisabetta di Anhalt-Zerbst         | Gioacchino Ernesto di Anhalt     |  |  |       |  |  |                             |  |  |                   |  |
|                                   |                         | Elisabetta di Anhalt-Zerbst         | Agnese di Barby                  |  |  |       |  |  |                             |  |  |                   |  |
| Maria Edvige d'Assia-Darmstdt     |                         | Elisabetta di Anhalt-Zerbst         |                                  |  |  |       |  |  |                             |  |  |                   |  |
|                                   | Cristiano I di Sassonia | Augusto I di Sassonia               |                                  |  |  |       |  |  |                             |  |  |                   |  |
|                                   | Cristiano I di Sassonia | Augusto I di Sassonia               |                                  |  |  |       |  |  |                             |  |  |                   |  |
|                                   | Cristiano I di Sassonia | Anna di Danimarca                   |                                  |  |  |       |  |  |                             |  |  |                   |  |
| Giovanni Giorgio I di Sassonia    | Cristiano I di Sassonia |                                     |                                  |  |  |       |  |  |                             |  |  |                   |  |
|                                   |                         | Sofia di Brandeburgo                | Giovanni Giorgio di Brandeburgo  |  |  |       |  |  |                             |  |  |                   |  |
|                                   |                         | Sofia di Brandeburgo                | Giovanni Giorgio di Brandeburgo  |  |  |       |  |  |                             |  |  |                   |  |
|                                   |                         | Sofia di Brandeburgo                | Sabina di Brandeburgo-Ansbach    |  |  |       |  |  |                             |  |  |                   |  |
| Sofia Eleonora di Sassonia        |                         | Sofia di Brandeburgo                |                                  |  |  |       |  |  |                             |  |  |                   |  |
|                                   |                         | Alberto Federico di Prussia         | Alberto I di Prussia             |  |  |       |  |  |                             |  |  |                   |  |
|                                   |                         | Alberto Federico di Prussia         | Alberto I di Prussia             |  |  |       |  |  |                             |  |  |                   |  |
|                                   |                         | Alberto Federico di Prussia         | Anna Maria di Brunswick-Lüneburg |  |  |       |  |  |                             |  |  |                   |  |
| Maddalena Sibilla di Hohenzollern |                         | Alberto Federico di Prussia         |                                  |  |  |       |  |  |                             |  |  |                   |  |
|                                   |                         | Maria Eleonora di Jülich-Kleve-Berg | Guglielmo di Jülich-Kleve-Berg   |  |  |       |  |  |                             |  |  |                   |  |
|                                   |                         | Maria Eleonora di Jülich-Kleve-Berg | Guglielmo di Jülich-Kleve-Berg   |  |  |       |  |  |                             |  |  |                   |  |
|                                   |                         | Maria Eleonora di Jülich-Kleve-Berg | Maria d'Austria                  |  |  |       |  |  |                             |  |  |                   |  |
|                                   |                         | Maria Eleonora di Jülich-Kleve-Berg |                                  |  |  |       |  |  |                             |  |  |                   |  |